# Ágúst Ævar Gunnarsson
Ágúst Ævar Gunnarsson (22 settembre 1976) è un batterista islandese, membro fondatore del gruppo Sigur Rós.
È stato il batterista del gruppo fin dall'agosto 1994 fino a quando, nel 1999, ha deciso di abbandonare la formazione dopo aver terminato di incidere Ágætis byrjun. Orri Páll Dýrason ha preso il suo posto. Il gruppo è diventato famoso a livello internazionale con gli album seguenti ( ) (del 2002) e Takk... (del 2005). Dal 2006 si occupa di design.